# Municipio de Erie (Minnesota)
El municipio de Erie (en inglés: Erie Township) es un municipio ubicado en el condado de Becker en el estado estadounidense de Minnesota. En el año 2010 tenía una población de 1642 habitantes y una densidad poblacional de 17,44 personas por km².

## Geografía
El municipio de Erie se encuentra ubicado en las coordenadas 46°51′8″N 95°45′17″O / 46.85222, -95.75472. Según la Oficina del Censo de los Estados Unidos, el municipio tiene una superficie total de 94.13 km², de la cual 83,58 km² corresponden a tierra firme y (11,21 %) 10,55 km² es agua.

## Demografía
Según el censo de 2010, había 1642 personas residiendo en el municipio de Erie. La densidad de población era de 17,44 hab./km². De los 1642 habitantes, el municipio de Erie estaba compuesto por el 95,55 % blancos, el 0,12 % eran afroamericanos, el 1,83 % eran amerindios, el 0,43 % eran asiáticos, el 0,06 % eran de otras razas y el 2,01 % eran de una mezcla de razas. Del total de la población el 0,67 % eran hispanos o latinos de cualquier raza.